# Wormeln
Wormeln ist eine Ortschaft der Stadt Warburg im Kreis Höxter in Nordrhein-Westfalen (Deutschland) mit 594 Einwohnern und liegt ca. drei km südlich der Kernstadt. Derzeitiger Ortsvorsteher ist Roberto Fiesseler  (CDU).

## Geschichte
Rund um Wormeln wurden altsteinzeitliche Funde entdeckt, was eine lange Siedlungsgeschichte anzeigt.
Gegen 780 soll in Wormeln schon eine Pfarre mit den Kirchenpatronen St. Simon und Juda bestanden haben. Die erste schriftliche Erwähnung stammt aus dem Jahr 1018 in einer Schenkungsurkunde Graf Dodikos an Bischof Meinwerk.
Für den heutigen Ortsnamen Wormeln gibt es folgende historische Bezeichnungen: Vormoln, Wormelen, Wormelon, Wormlon.
Um 1246 stiften die Grafen von Everstein das Kloster Wormeln den Nonnen des Grauen Ordens der Zisterzienserinnen. Am 16. September 1810 verfügte Jérôme Bonaparte, König von Westphalen, die Auflösung des Klosters.
Die erste schriftliche Erwähnung des Schützenvereines geht auf das Jahr 1604 zurück. In einem Vertrag zwischen Kloster und Gemeinde wurde die Bildung einer Schützengesellschaft „zum wehrhaften Schutz des Frauenklosters in akuter Notlage“ vereinbart. 1730 wurde der noch heute bestehende Schützenverein mit dem Ziel gegründet, den Selbstschutz des Dorfes in den unsicheren Zeiten zu gewährleisten.
Seit 1730 wird jährlich um den „Huth“ geschossen.

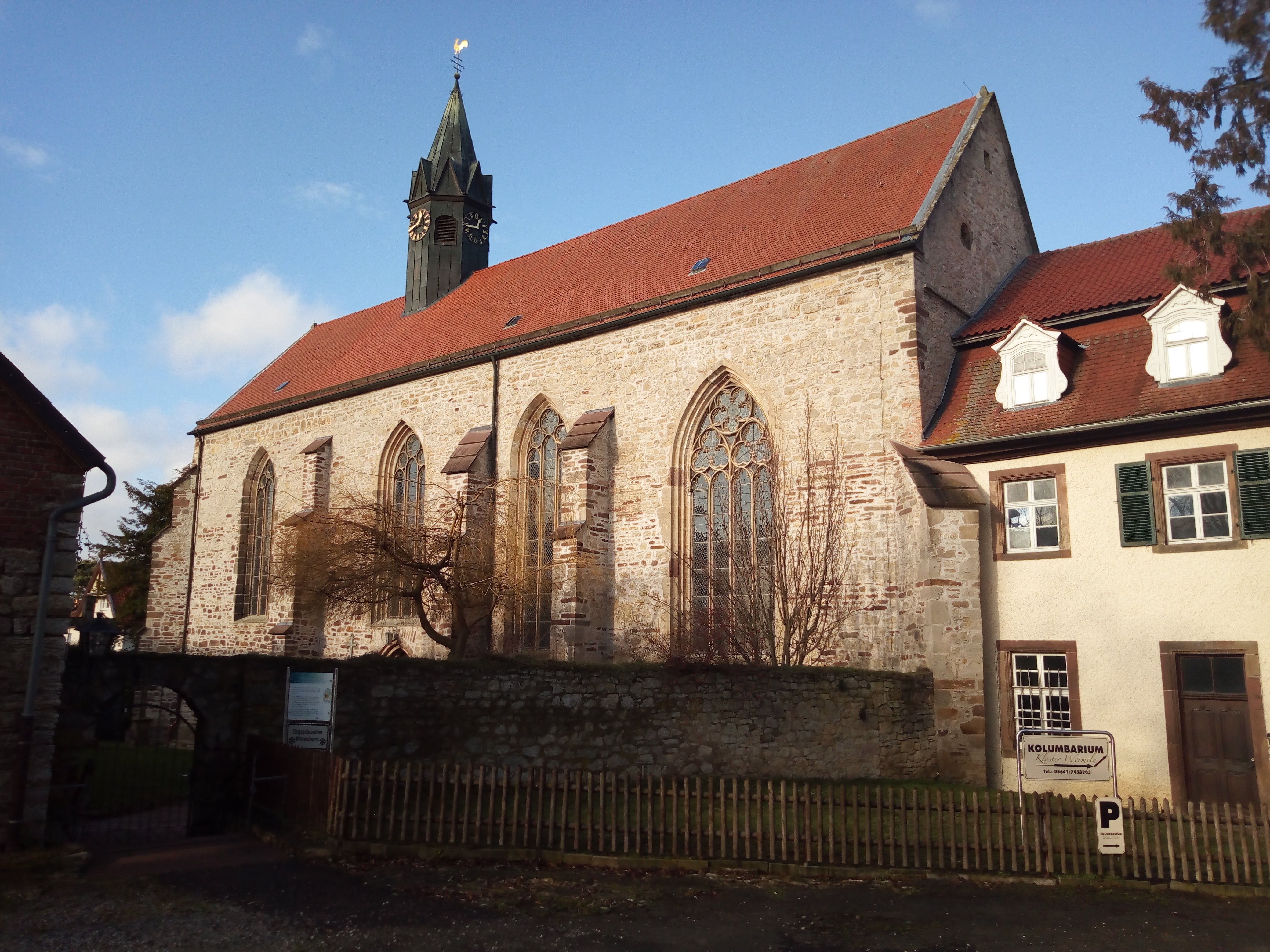
Klosterkirche Wormeln

### Donnersberg
Der Wormelner Donnersberg bezeichnet eine 214 m ü. N.N. gelegene Höhenkuppe zwischen den Ortschaften Wormeln, Germete und Welda. Der Berg liegt zwischen dem Zufluss Twiste (Diemel) und der Diemel, einem Nebenfluss der Weser. Der Name der Höhenkuppe leitet sich entweder von dem Namen der germanischen Gottheit Thor bzw. Donar ab oder bedeutet als Bergname Wetterberg, der als höchste Erhebung Gewitter (auch als Donar (ahd.), Thunaer (altsächsisch) oder im Norden Thor bezeichnet) anzieht. Die Gottheit sowie der Wormelner Donnersberg werden in Jacob Grimm’s Deutsche Mythologie beschrieben. Dieser zitiert darin u. a. Hinweise aus der historia westphaliae des Paderborner Historikers Nicolaus Schaten (1608–1676). Ältere Schreibweisen des Bergnamens sind Thuneresberg, Dunrisberg 1105, Thuneresberc, (1123), Thonrseberch,(1239).
Auf dem Donnersberg befand sich im Mittelalter ein Freistuhl. Dieser wird auch Freigericht oder Fem(e)gericht genannt und soll in mehreren Urkunden aus den Jahren 1100, 1123, 1205, 1226 und am 8. April 1239 schriftlich belegt sein. Folgende Freigafen: Graf Erpho, 1123 Graf Friederich und 1126 Graf Konrad IV., bzw. 1239 Graf Otto von Everstein sollen dem Gericht vorgestanden haben. In den 1950er Jahren wurde der Hang als Steinbruch genutzt. Im September 2008 wurde auf dem Donnersberg ein Gedenkstein mit der Inschrift Freistuhl Donnersberg 1100–1239 eingeweiht. Das Flurstück befindet sich heute in Privatbesitz.

### 19. Jahrhundert
Dalheim gehörte bis zu den Napoleonischen Kriegen zur Frei- und Gografschaft Warburg im Hochstift Paderborn. Ende des 18., Anfang des 19. Jahrhunderts fand in Wormeln der Wormelner Klosterkrieg statt, in dessen Verlauf drei Menschen ums Leben kamen. Preußische Truppen rückten im Vorgriff auf die Entscheidungen des Reichsdeputationshauptschlusses im August 1802 ins Hochstift Paderborn ein. Von 1807 bis 1813 gehörte Wormeln zum Königreich Westphalen und dort zum Kanton Volkmarsen im Distrikt Kassel des Departements der Fulda. Nach dem Wiener Kongress fiel Wormeln 1815 wieder an Preußen und kam zur neu eingerichteten preußischen Provinz Westfalen. Wormeln wurde 1816 dem  neugegründeten Kreis Warburg mit der Kreisstadt Warburg im Regierungsbezirk Minden zugeordnet. Ab 1871 war Wormeln Teil des Deutschen Reiches. Im Kreis Warburg gehörte Wormeln zum Amt Warburg gehörte, das seit 1932 Amt Warburg-Land hieß.

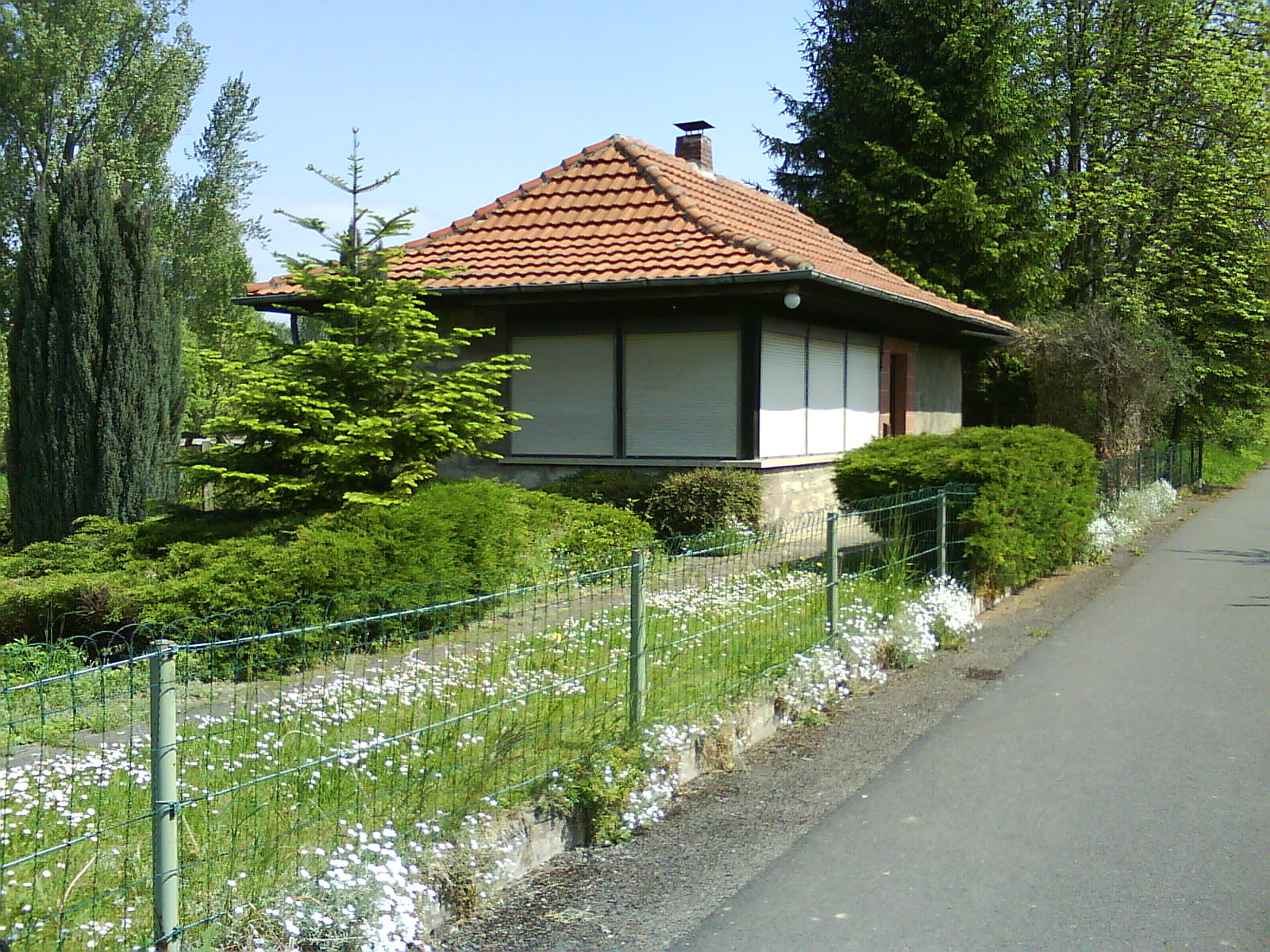
Haltepunkt Wormeln an der ehem. Bahnstrecke

### 20. Jahrhundert
Am Bahn-Haltepunkt Wormeln an der Eisenbahnstrecke Warburg-Volkmarsen wurde der letzte Personenzug am 28. Mai 1967 abgefertigt. Die Bahnstrecke wurde 1982 stillgelegt und 1983 komplett abgebaut. Heute verläuft auf der ehem. Bahntrasse der Twiste-Radweg zwischen Warburg und Volkmarsen. Das Gebäude des ehem. Haltepunktes befindet sich in Privatbesitz.
Am 1. Januar 1975 wurde die Gemeinde Wormeln durch das Sauerland/Paderborn-Gesetz als Ortschaft in die Stadt Warburg eingegliedert, die gleichzeitig in den Kreis Höxter wechselte.

## Politik

### Ortswappen

Wappen der Ortschaft

Das Ortswappen wurde anlässlich des im Jahre 1996 durchgeführten 750-jährigen Klosterjubiläums vom Arbeitskreis Dorfchronik entworfen und angefertigt.
Die Blasonierung (Wappenbeschreibung) lautet:
„Auf einem durch silbernen Schrägrechtsfluss geteilten Schild, links auf rotem Feld ein silberner, mit zwei auseinanderwachsenden Federbüschen, deren oberer mit blau-rot-blauem Band gebunden, an beiden Seiten besteckter Topfhelm ; rechts ein von einem rot-weiß geschachteten Schräglinksbalken belegter goldener Krummstab auf blauem Feld.“
Symbole und Farben sind wie folgt historisch begründet:
Aus der Sicht des Betrachters ist zu sehen: Auf der linken Seite auf blauem Grund befindet sich der rot-silberne Schachbalken mit dem Äbtissinnenstab. Der Schachbalken geht auf das Familienwappen des hl. Bernhard von Clairvaux zurück, nach dessen Regeln die Zisterzienserinnen in Wormeln von 1246 bis 1810 lebten. Die rechte Seite auf blauem Grund zeigt einen Ritterhelm (Topfhelm), der mit zwei geknoteten Federbüschen besteht ist (siehe Westf. Siegelbuch).
Dieser Teil des Wappens beruht auf dem Siegel der Herren de Wormolon, die 1225 bis 1366 lebten.
Beide Teile des Wappens werden von einer silbernen Wellenlinie, die die Twiste  symbolisiert, getrennt. Die Grundfarbe Rot soll die Zugehörigkeit zu den Bistümern Mainz und Paderborn widerspiegeln; während die Farbe Blau auf die besondere Marienverehrung der Zisterzienserinnen hindeuten soll.

## Alljährlich wiederkehrende Veranstaltungen
- am ersten Wochenende nach Pfingsten: Schützenfest des Heimatschutzvereins Wormeln
- am ersten Wochenende im August: Sportfest des Sportvereins Wormelia Wormeln (gegr. 1923)
- Osterfeuer am Ostersonntag